# Uzsai-erdő
Uzsai-erdő este o arie protejată (arie specială de conservare — SAC, sit de importanță comunitară — SCI) din Ungaria întinsă pe o suprafață de 2.719,76 ha, integral pe uscat.

## Localizare
Centrul sitului Uzsai-erdő este situat la coordonatele 46°55′44″N 17°20′26″E / 46.928889°N 17.340556°E.

## Înființare
Situl Uzsai-erdő a fost declarat sit de importanță comunitară în mai 2004 pentru a proteja 1 specie de plante și 1 specie de animale. Situl a fost protejat și ca arie specială de conservare în februarie 2010.

## Biodiversitate
Situată în ecoregiunea panonică, aria protejată conține 8 habitate naturale: Păduri de fag Asperulo-Fagetum, Păduri panonice cu Quercus petraea și Carpinus betulus, Grohotișuri silicioase medio-europene, la altitudine înaltă, Pajiști uscate europene, Păduri panonice cu Quercus pubescens, Păduri panonice-balcanice de stejar turcesc - stejar sesil, Pante stâncoase silicioase cu vegetație casmofită, Formațiuni de Juniperus communis pe lande sau pajiști calcaroase.
La baza desemnării sitului se află mai multe specii protejate:
- plante (1): Himantoglossum adriaticum
- nevertebrate (1): rădașcă (Lucanus cervus)

Pe lângă speciile protejate, pe teritoriul sitului au mai fost identificate 3 specii de plante.